# انقباض غیرارادی واژن
انقباض غیرارادی واژن، مهبل‌گرفتگی یا واژینیسم (به فرانسوی: vaginisme) عبارت است از انقباض غیرقابل کنترل ماهیچه‌های اطراف واژن. این واکنش کاملاً غیرارادی است و مانع از ورود هر جسم خارجی چه بزرگ چه کوچک (حتی انگشت یا تامپون) به واژن می‌شود. در این حالت هر گونه تلاش برای دخول موجب دردهای شدید می‌شود. این حالت اغلب علت روانی دارد. به این دلیل پیش‌نوازی اهمیت ویژه ای برای تحریک و برانگیختگی زنان دارد.

## انواع واژینیسموس
اولیه: که هر گونه دخول برای نخستین بار را غیرممکن می‌سازد.
ثانویه: که پس از دوران طولانی روابط جنسی بدون درد و معمولاً بعد از یک تجربه ناخوشایند جسمی یا روانی ایجاد می‌شود.
واژینیسم همراه با عدم خونریزی ماهیانه نشانه‌ای از وجود واژن بسیار تنگ است که در صورت تشخیص صحیح به آسانی قابل درمان است.

## علل
واژینیسم می‌تواند علل گوناگون داشته باشد از جمله:
عفونت واژنی
عدم لزجی واژن
پرده بکارت بسیار ضخیم در دهانه واژن
زایمان
رادیوتراپی به عنوان درمان سرطان دهانه رحم
فقدان آموزش جنسی
آموزش جنسی سختگیرانه
ترس شدید یا شرم از روابط جنسی
کثیف انگاشتن روابط جنسی.

## عواقب
دردهای واژنی در حین دخول یا تلاش برای دخول نه تنها مانع هر گونه دخول می‌شود بلکه منجر به دور باطلی می‌گردد که با ترس، درد و انقباض غیرارادی شروع شده و به درد شدید و عدم دخول ختم می‌شود. واژینیسم در زنان ایجاد احساس عدم اعتماد به نفس، ناتوانی، غیرطبیعی بودن، و سرزنش خود می‌کند.
واژینیسم عواقب سنگینی بر تعادل زندگی جنسی و عاطفی زوجین دارد و نیز به علت عدم تحمل دخول هر نوع جسم خارجی آزمایش‌های پزشکی مربوط به بیماری‌های جنسی را ناممکن می‌کند.
واژینیسم در بسیاری از فرهنگ‌ها تابو محسوب می‌شود. در حالی که در صورت تشخیص به موقع، درمان آن در بیماران مشتاق به بهبودی امکان‌پذیر است.

## درمان
انجام آزمایش پزشکی به منظور تشخیص هر گونه ناهنجاری یا بیماری جسمی ضروری است.
تمرین مداوم انبساط و انقباض واژن و نیز استفاده از دیلاتاتور (معروف به شمع) که از اندازه‌های کوچک آغاز و در اندازه‌های بزرگتر ادامه می‌یابد حیاتی است. در کشورهایی که روابط جنسی تابو محسوب می‌شود یا آموزش جنسی غایب یا بسیار سختگیرانه است، همراهی یک سکسولوگ در طول درمان ضروری است.